# Comunidad de villa y tierra de Fuentepinilla

Comunidades de villa y tierra de la Extremadura castellana.

La Comunidad de villa y tierra de Fuentepinilla fue una de las comunidad de villa y tierra de la Extremadura castellana, que tuvieron vigencia desde el siglo XII hasta el XIX, también conocida como Comunidad de Villa y Tierra de Andaluz.
Con el nombre de Partido de Fuentepinilla formaba parte de la Intendencia de Soria, en la región española de Castilla la Vieja, hoy comunidad autónomas de Castilla y León.

## Datos
Era de las más reducidas dentro de la provincia de Soria, con una extensión de 184,15 km² y compuesta por diez aldeas. Actualmente todo su territorio pertenece a la provincia de Soria, comunidad de Castilla y León, España

## Toponimia e historia
La capitalidad estuvo primero en la villa de Andaluz y a partir del siglo XVI en Fuentepinilla, por lo que la comunidad es nombrada indistintamente como Alfoz de Andaluz o de Fuentepinilla.
No sufrió ninguna escisión, cosa bastante común a partir del siglo XVII. Esta comunidad de señorío se mantuvo unida e integra hasta 1833.
En 1089, Alfonso VI le otorgó un fuero real, el famoso Fuero de Andaluz, del que se conserva una copia en romance en el Museo Diocesano de El Burgo de Osma.

## División administrativa
La componían las villas de Fuentepinilla y Andaluz, más las aldeas de Centenera de Andaluz, Fuentelárbol, Osona, La Seca, Tajueco, Torreandaluz, Valderrodilla, Valderrueda y La Ventosa de Fuentepinilla, y los despoblados de Fuentelfresno y Quintanar.